# 구봉산 (태백)
구봉산(九峰山)은 대한민국 강원특별자치도 태백시 황지동에 있는 높이 902.2m의 산으로 백두대간의 분기점을 만드는 산줄기로 태백시에 위치해 있는 산이다.

## 위치
구봉산은 민족의 영산인 백두산에서 뻗어내린 한반도 등줄기인 백두대간이 강원도 태백 구봉산에서 갈라져 동쪽 해안을 따라 흘러내린 낙동정맥의 산줄기에 둘러싸여강원 동부의 최고봉인 함백산을 거쳐 북쪽으로 두타산과 청옥산, 남쪽으로 태백산을 이루고 구봉산에서 소백산까지 산줄기를 뻗힌 산맥이다. 낙동정맥은 강원도 태백산맥의 구봉산(九峰山)에서 부산 다대포(多大浦)의 몰운대(沒芸臺)에 이르는 산줄기의 옛 이름인데 구봉산은 강원도 태백시 황지동에 위치하고 있다.

## 지명유래
구봉산에 있는 삼수령(三水嶺)은 이곳에 떨어진 빗물의 일부가 한강을 따라 서해로 흘러들고 낙동강을 따라간 빗물은 남해로, 오십천 줄기를 타고 내린 빗물은 동해로 흘러간다고 해서 붙은 이름이다.
또한 삼수령을 피재라고도 불리는데 이 이름은 옛날 삼척 지방 사람들이 난리를 피해 이상향(理想鄕)으로 알려진 황지로 가기 위해 이곳을 넘었기 때문에 '피해 오는 고개'라는 뜻에서 유래했다고 한다.

## 현황
구봉산에 있는 봉우리에 빗물이 떨어져 서쪽으로 흐르면 한강, 동북으로 구르면 삼척 오십천, 동남으로 내리면 낙동강 물이 되는데 세 물길의 갈림점으로 붙인 이름이 '삼수령'이다. 그래서 구봉산은 한강과 낙동강의 발원지 중에 하나이다.

## 같이 보기
- 한국의 산